# 木下大サーカス

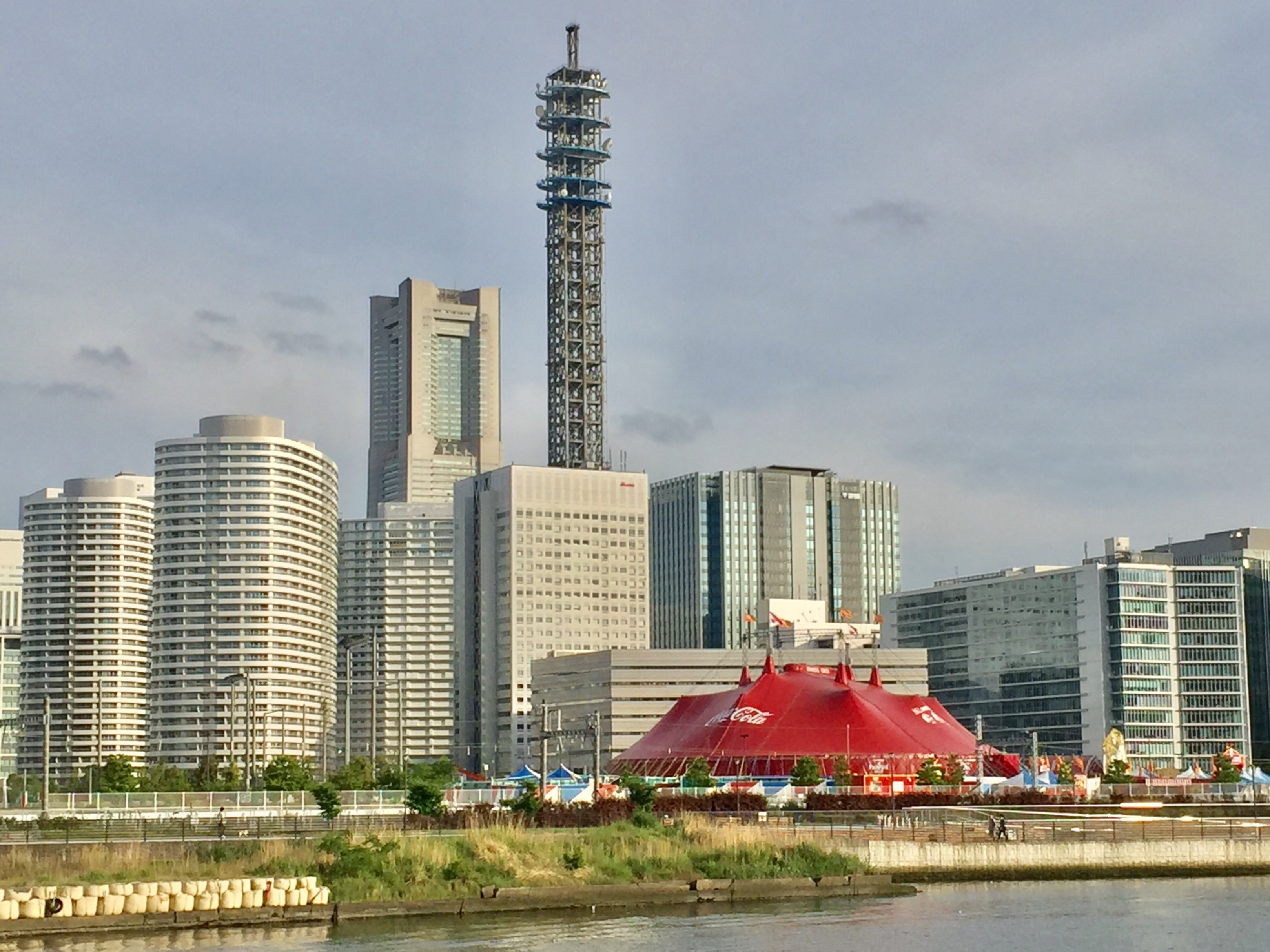
横浜公演（2017年）
みなとみらい地区のビル群とテント

木下大サーカス（きのしただいサーカス）は、岡山県岡山市北区に本部を持つサーカス団である。運営は木下サーカス株式会社が行っている。
興行では年間およそ120万人の観客を動員。

## 概要
1877年（明治10年）に興行師である木下藤十郎が岡山市西中島に「旭座」を開設したことが起源となる。その後、藤十郎に見込まれた矢野唯助が木下家に婿養子入りし、1902年（明治35年）に大連で曲馬団を創業、これが木下大サーカスの原点となる。しかし、その後の日露戦争の勃発に伴い帰国を余儀なくされ、拠点を岡山に移すこととなる。
ショーの内容としては、動物による曲芸、空中ブランコ、オートバイ、ジャグリングなどを取り入れたものとなっている。また後述のように、日本古来の葛の葉などの伝統芸を復古する取り組みも行っている。日本国内において移動公演を行っているが、海外とのコネクションも大きく、数度に渡る海外公演も行っている。
現在はサーカスの興業の他にも、キノシタグループとしてマンション経営や駐車場の所有、後述する野生動物の保護や環境保護活動等も行っている。
木下グループとは読み方が同じと言うのみであり、資本・人材を含めて関連は一切ない。

## 沿革
- 1902年（明治35年） - 木下唯助により創始。中国の大連を皮切りに中国沿岸部やロシアを巡業。
- 1904年（明治37年） - 岡山市の千日前にて日本国内第1回の興行を行う。
- 1944年（昭和19年） - 兵隊に召集され男性団員が無い中、女性団員のみで公演する[3]。
- 1953年（昭和28年） - 出雲大社で夜に火災発生に象が気付き、象の声で気付いた団員が消火作業をし文化庁から表彰される[3]。
- 1954年（昭和29年） - それまでの丸太小屋組みの興行から、持ち運びが便利で設営しやすい[3]赤い丸テント（製作：太陽工業）の誕生（1960年代に素材は合成繊維となる）。移動しやすくなりハワイ、シンガポールなど海外公演もされた[3]。
- 1961年（昭和36年）10月 - 会社設立[1]。
- 1981年（昭和56年）- 空中ブランコをWにする[3]。 ポートピア'81から海外アーティスト出演。
- 1987年（昭和62年）- ワシントン条約 で象の売買禁止後、タイ政府の許可を得てショーに出演する象の契約を結ぶ。
- 1999年（平成11年）12月27日 - タイの象の病院開設、寄付で「象の保護を通じ動物愛護の心と日タイ両国の友好を深めた」として記念盾が贈られる。
- 2002年（平成14年）11月26日 - 埼玉県知事より「彩の国功労賞」が贈られる。
- 2003年（平成15年）1月8日 - 山陽新聞社より「産業功労賞」が贈られる。
- 2007年（平成19年）- ヨーロッパサーカス連盟（ECA：European Circus Association）のメンバーに選ばれる。
- 2008年（平成20年）1月18日 - モナコ公国にて毎年1月開催のモンテカルロ国際サーカスフェスティバル（Festival International du Cirque de Monte Carlo、レーニエ3世によって世界最高のトップパフォーマーの演技披露の場として開催、名誉会長はステファニー公女）主催ECAシンポジウムでスピーチを行う。
- 2020年（令和2年）3月27日 - 大阪市役所で紺綬褒章の伝達式が開かれた。授与は2019年（令和元年）11月30日付。同社は大阪公演の際、JR大阪駅北側の公園整備のための「うめきたみどり募金」に1000万円を寄付[4]。
- コロナウイルス感染症流行の影響で2020年（令和2年）3月から8月まで休演した[5][6]。

## 本部
木下サーカス株式会社
- 代表取締役社長： 木下唯志
- 所在地： 岡山県岡山市北区表町3丁目22-22

### 関連会社
- 木下興産株式会社
- 木下サーカスインターナショナル株式会社
- 木下ブラザーズ株式会社

## 備考
- 廃業した高松の矢野サーカスとは、縁戚関係にあった。矢野サーカスの初代団長（矢野庄太郎）は、木下唯助の兄。唯助は婿入り前には矢野唯助と言い、矢野巡回動物園（後の矢野サーカス）を運営していた叔父に育てられている。矢野庄太郎の家族が経営したのがライオンカン(廃業)で現在も高松には跡地にちなんでライオン通りの名前が残っている。
- 近年の公演では、所によりライオンと虎の交配によって生まれた“ライガー”のショーを行っている（2013年現在、行われていない模様）ほか、「坂綱」や「梯子芸」等の日本伝統の曲芸を復元する取り組みも行っている。また2010年11月からは雄雌2頭ずつのホワイトライオンがショーに参加している。
- プログラムには象によるショーが含まれるが、会場によってはワシントン条約などの法規制の問題から出演することが出来なくなる場合がある。その場合はその他のショーを組み込んでいる。
- 野生動物の保護活動、環境保全活動にも力を入れており、タイのランパンに開設されている象の保護・繁殖施設「国立エレファント・コンサーバティブセンター」内に怪我をした象の治療施設を備えた「キノシタ・エレファント・ホスピタル」を1999年に開設した。チェンマイ大学の獣医約10人が常駐しており、常に象の治療にあたっている。また木下大サーカスではワシントン条約によって象の商的売買が禁止された後の1987年にタイ政府と交渉の上で、ショーに出演させるための象の契約を締結している。環境保全活動としてはAWRC（アジア産野生生物研究センター）と協力体制を敷いている。
- ロードオブメジャーのシングル「ENERGY」（2006年5月31日発売）、B'zのアルバム『ACTION』収録曲「パーフェクトライフ」（2007年12月5日）のPV撮影に協力した。
- お笑いグループ、安田大サーカスの名前の元になっている。
- 団員の生活は2.5メートル×10メートルのコンテナハウスで、家族はコンテナ1棟、独身者はコンテナ1/3に居住。共同炊事場・トイレ・風呂、昼食は弁当、朝食・夕食は各自で調理。
- 5代目社長となる予定の木下龍太郎は、漫才師である次長課長の同級生としてバラエティ番組『痛快!明石家電視台』（毎日放送）で紹介されていた。